# Església de les Germanes Carmelites de l'Ensenyança (Manlleu)
Església de les Germanes Carmelites de l'Ensenyança és un edifici religiós del municipi de Manlleu (Osona) inclòs en l'Inventari del Patrimoni Arquitectònic de Catalunya.

## Descripció
De l'edifici original només se'n conserva la façana, ja que sorgiren problemes constructius a l'interior que provocaren el seu enderrocament. L'estructura de la façana és rectangular amb el capcer triangular. El portal té forma d'arc de mig punt amb esqueixada, amb unes finestres a cada costat de tipus romànic. Al damunt hi ha uns baixos relleus de pedra on s'hi representen els evangelistes amb llurs atributs. A sobre, hi ha una galeria de finestres lleugerament ogivals, sobre la qual hi ha la imatge de Sant Josep i als costats uns òculs de pedra amb el marc decorat. La teulada és coronada per dos pinacles i al centre per un campanar d'espadanya amb dues campanes.

## Història
L'edifici fou obra de l'arquitecte J.M.Pericas, que acostumava a usar -com en aquest edifici- referències romàniques i gòtiques, i pedra massisa.